# Heterotanoides ornatus
Heterotanoides ornatus is een naaldkreeftjessoort uit de familie van de Heterotanoididae. De wetenschappelijke naam van de soort is voor het eerst geldig gepubliceerd in 1976 door Kudinova-Pasternak.